# Sisyrina
Sisyrina is een geslacht van netvleugeligen (Neuroptera) uit de familie van de sponsvliegen (Sisyridae).

## Soorten
- S. nirvana Banks, 1939
- S. qiong C.-k. Yang & Gao, 2002
- S. tropica Smithers, 1973